# Apodemus chevrieri
Espèce
Statut de conservation UICN

 LC  : Préoccupation mineure
Apodemus chevrieri est une espèce de rongeur de la famille des Muridae.